# Georg Popp

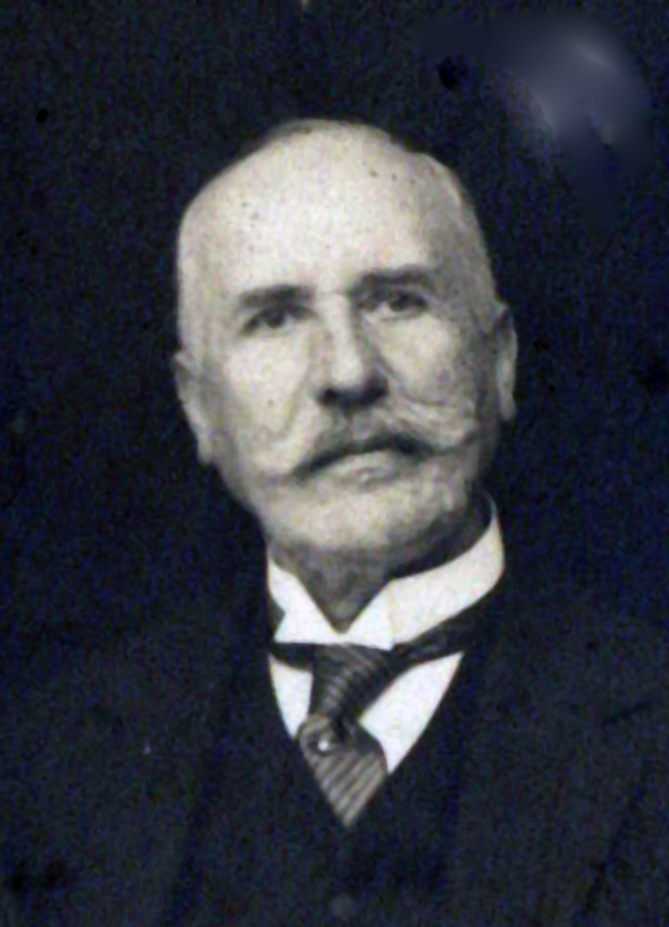
Georg Popp (1932)

Georg Popp (* 31. Juli 1861 in Frankfurt am Main; † 15. Februar 1943 in Urberach) war ein deutscher Chemiker und Hochschullehrer in Frankfurt.
Popp gehörte zu den Begründern der mikroskopischen und naturwissenschaftlichen Kriminalistik und damit der „modernen Rechtsmedizin“ an der Johann Wolfgang Goethe-Universität Frankfurt am Main.
Er formulierte den Popp’schen Grundsatz: „Die Unterschiede in den Böden von Ort zu Ort machen wertvolle Hinweise, um die Verknüpfung zwischen einem Verdächtigen und einem Tatort zu beweisen.“

## Leben

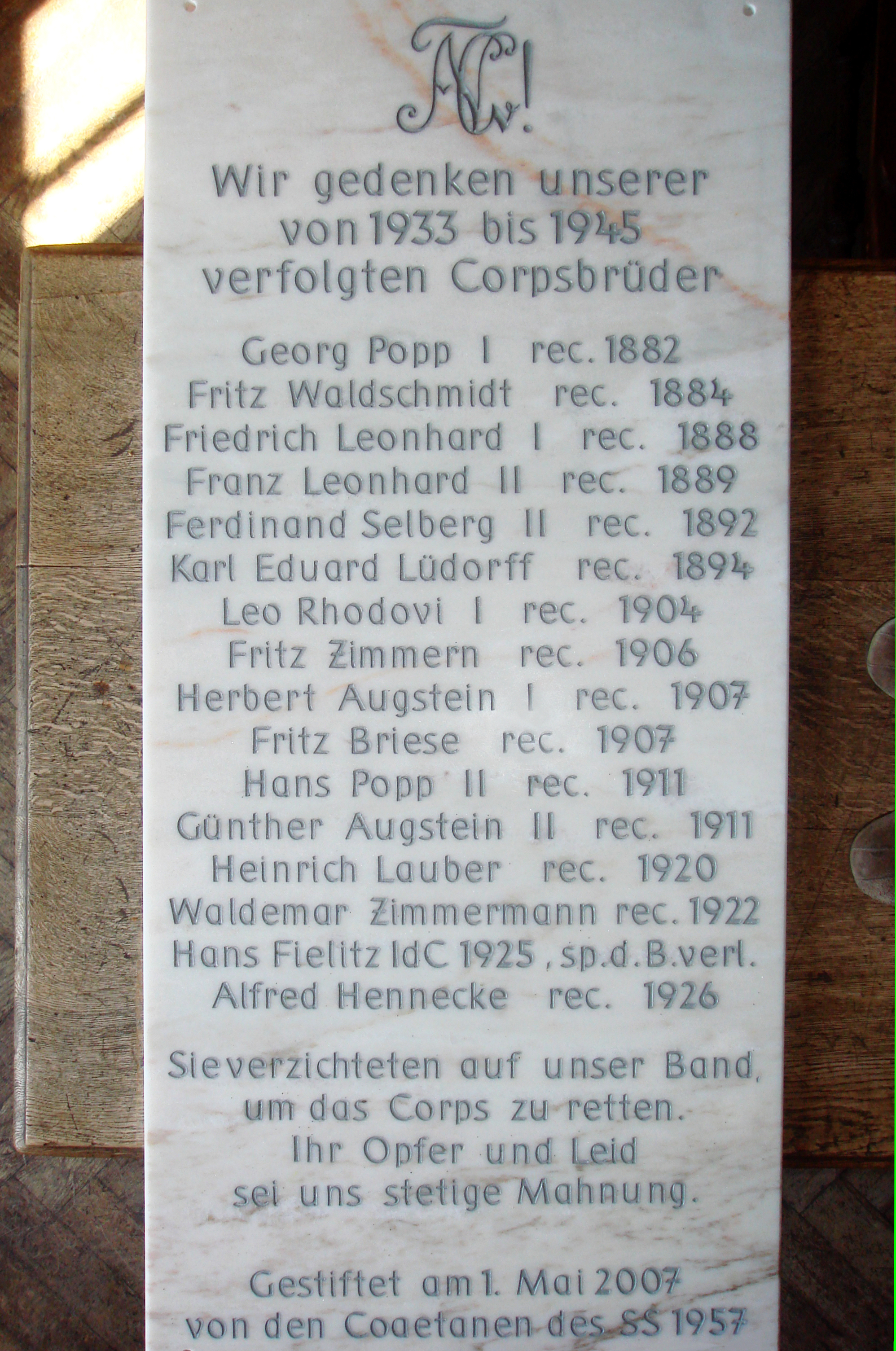
Popp auf der Gedenktafel seines Marburger Corps (2007) für NS-Opfer (die Jahresangabe 1882 steht für das Datum der Aufnahme:)

Georg Popp, Sohn des Frankfurter Kaufmanns Friedrich Popp, besuchte die 1870 von der Frankfurter Polytechnischen Gesellschaft gegründete Wöhlerschule und kam so schon in jungen Jahren in Kontakt mit den chemischen Wissenschaften. Er absolvierte eine Lehrzeit als Handels- und Nahrungsmittelchemiker in Marburg, studierte in Leipzig und Zürich und gründete 1888 ein Laboratorium in Wiesbaden. Im gleichen Jahr promovierte er an der Fakultät für Chemie und Mineralogie in Leipzig. Er war Angehöriger der Corps Hasso-Nassovia (1882) und Saxonia Leipzig (1884).
Als süddeutsche Kriminalpolizeistellen an ihn herantraten und um Untersuchungen giftverdächtiger Substanzen baten, erwachte in ihm die Leidenschaft für forensische Chemie und Toxikologie. Auf eigene Initiative gründete er 1889 in Frankfurt ein neues Labor, in dem er sich vorwiegend mit toxikologischen und mikroskopisch-chemischen Untersuchungen (etwa von Staub, Erde, Haaren, Textilien, Grashalmen und Blütenstaub) für kriminalistische Zwecke beschäftigte, das Institut für gerichtliche Chemie und Mikroskopie.

### Der Fall Lichtenstein
In der Ermittlung zum Mord an Hermann Lichtenstein 1904 konnte Georg Popp einen Fingerabdruck an der Kleidung des Opfers eindeutig einem den Raubmord leugnenden Täter zuordnen, was zu dessen Verurteilung zum Tod führte.

### Der Fall Disch
Zur Überführung des Arbeiters Karl Laubach, der am 7. Oktober 1904 die Näherin Eva Disch bei Wildthal überfallen hatte, trugen Popps Mikrofotografie vom Fingernagel des Täters, die ein rotes Seidenfädchen vom Halstuch des Opfers zeigt, sowie der mineralogische Vergleich der Erdbeschmierung an Laubachs Hose mit der Erde am Tatort bei.

### Der Fall Kroll
Bei den Ermittlungen zum „Liebesmord beim Böttingerhof“ fand Popp 1905 neben dem jungen Opfer (Caroline Kroll) zwei Taschentücher, wovon eines der Ermordeten, das andere ihrem Mörder, dem Pächtersohn Jakob Binkele, gehörte. Popps mikroskopische Untersuchungen des Nasenschleims konnte bei der Aufklärung des Falls helfen, da in Binkeles Tuch unter anderem Strohteile und Sporen, die seiner landwirtschaftlichen Tätigkeit entsprachen, vorhanden waren.

### Der Fall Filbert
Die in Rockenhausen als  Haushälterin arbeitende 38-jährige Margarethe Filbert hatte am 28. Mai 1908 (Christi Himmelfahrt) einen Ausflug ins Falkensteiner Tal unternommen:

„Da sie nicht zurückkehrte, wurde von den Bewohnern von Rockenhausen eine große systematische Suche nach ihr veranstaltet. Erst am Samstag Abend wurde sie gefunden, das heißt ihr Leichnam, dem überdies der Kopf – welcher durch einen glatten Schnitt vom Rumpfe getrennt und unauffindbar war – fehlte. In der rechten noch im Tode krampfhaft gehalten Hand hielt die Frau ein Büschel Männerhaare. Es handelt sich zweifellos um einen Lustmord, dem ein verzweifelter Kampf vorausgegangen sein mußte. Die Tat ist augenscheinlich an einer anderen Stelle verübt und der Leichnam dann in das Gebüsch geschleift worden. Die Sektion ergab den Befund, daß Margarete Filbert erdrosselt und ihr der Kopf erst nach eingetretenem Tode abgeschnitten worden war. Der Kopf konnte bisher nicht gefunden werden. Ebenso fehlt noch jede Spur von dem Mörder.“

Aus Frankfurt am Main wurde ein Polizeihund zur Suche nach dem Kopf entsandt. Dieser fand jedoch nur ein Stück vom Hals des Opfers. Nachdem infolge eines Gewitters die Spuren mutmaßlich „verwischt“ waren und „die zugezogenen Hunde durch die intensive Hitze der letzten Tage keine Fährte einhalten“ konnten, wurden „die Nachforschungen nach dem Verbleiben des Kopfes der Ermordeten sowie der fehlenden Kleidungsstücke u. s. w. vorläufig als aussichtslos eingestellt“.
Popp erlangte 1908 überregionales Ansehen nach der Bestellung zum Gutachter in diesem Mordfall. Verdächtig war der Bauer Andreas Schlicher, der auch als Wilderer bekannt war. Seine Ehefrau sagte aus, dass sie pflichtgemäß am Tage vor dem Verbrechen die Kleider und Schuhe ihres Gatten gereinigt hatte. An den Schuhen konnten im Fersenbereich drei Schichten Erde festgestellt werden. Die oberste Schicht und damit die älteste enthielt Gänsekot, der vermutlich im Hof des Wohnanwesens aufgetragen wurde. Die zweite Schicht enthielt Fragmente aus rotem Sandstein. Die unterste Schicht und damit die jüngste Schicht enthielt Teilchen aus Backsteinen, Kohlenstaub, Zement und eine Reihe anderer Mineralien. Diese Zusammensetzung entsprach im Vergleich den Proben, die an der Stelle an einer Burg genommen wurde, an der die Tatwaffe und die Kleidung der Toten versteckt waren. Der Beschuldigte sagte aus, er sei am Tattag ausschließlich auf seinen Feldern unterwegs gewesen. Die Felder waren von Porphyr mit Milchquarz unterlegt. Popp fand kein solches Material an den Schuhen, obwohl es an diesem Tage nass war. Popp hatte in diesem Falle die wesentlichen Elemente der kriminaltechnischen Untersuchungen von Bodenproben entwickelt, indem er zwei Proben der Schuhe des Beschuldigten mit Bodenproben vom Tatort verglichen hatte.

### Gründung des ersten chemischen Polizeilabors
Die Idee, der Kriminalpolizei selbst naturwissenschaftliche Laboratorien anzugliedern und damit Toxikologen zu Kriminalisten zu machen, entstand schon vor der Jahrhundertwende, wurde aber erst 1911 durch Gründung eines ersten chemischen Polizeilabors in Dresden verwirklicht. In den Jahren bis zum Ersten Weltkrieg blieb das Feld der forensischen Chemie weitgehend sogenannten Gerichtschemikern überlassen, Wissenschaftlern aus Leidenschaft für die Sache wie Paul Jeserich in Berlin oder Georg Popp in Frankfurt, die in eigenen, oft behelfsmäßigen Laboratorien arbeiteten und sich für alle Gebiete der forensischen Wissenschaften interessierten.

### Der Fall Hopf
Im Frühjahr 1913 erschütterte die Aufdeckung einer Serie von Giftmordfällen die Mainmetropole Frankfurt. Der Täter, Karl Hopf, war ein berühmter Degenkünstler, der stets auf großem Fuße lebte. Hopf stand im dringenden Verdacht, seine Eltern, seinen unehelichen Sohn und seine erste Ehefrau mit Arsen vergiftet zu haben, um sich auf diese Weise vorzeitig in den Besitz der Erbschaft beziehungsweise der abgeschlossenen Lebensversicherungssumme zu bringen. Bei seiner zweiten und auch der dritten Ehefrau versuchte er auf ähnliche Weise, ihr Leben zu verkürzen. Seine zweite Frau schöpfte jedoch Verdacht, hielt sich von Hopf fern und trennte sich von ihm. Als seine dritte Ehefrau schwer erkrankte, lieferte der Hausarzt sie in das Frankfurter Diakonissenkrankenhaus ein. Dort schöpften die Ärzte Verdacht und verständigten die Polizei. Als Hopf seine Frau wieder besuchte, wurde er beim Verlassen des Krankenhauses festgenommen. Mit einer Giftampulle, die er immer bei sich trug, versuchte er sich umzubringen, was die Beamten im letzten Moment verhindern konnten. Nach der Sicherung von belastendem Beweismaterial wurde im Herbst 1913 vor dem Frankfurter Schwurgericht die Hauptverhandlung eröffnet. Karl Hopf die Giftmorde nachzuweisen, bereitete damals noch große Schwierigkeiten. Es gab damals kein zuverlässiges Verfahren, Arsen im menschlichen Körper nachzuweisen. Alle bedeutenden Gerichtschemiker dieser Zeit traten in dieser Verhandlung als Sachverständige auf. Der Gerichtssaal glich zeitweise einem wissenschaftlichen Kolloquium. Mit sehr viel Mühe gelang es schließlich, Hopf des Giftmordes an seiner ersten Frau zu überführen. Den Ausschlag hierfür gab Popp, der die Knochen ihrer exhumierten Leich untersuchte. Karl Hopf wurde vom Geschworenengericht schuldig gesprochen. Die Hinrichtung des zum Tode Verurteilten fand im Gefängnis Frankfurt-Preungesheim statt.

### Rechtsmedizin an der Universität
Die „moderne Rechtsmedizin“ begann an der Universität Frankfurt am Main mit der Zusammenführung der in Kliniken und medizinischen Instituten verstreuten Einrichtungen und der Errichtung des Lehrstuhls an der neu gegründeten Frankfurter Stiftungsuniversität im Jahre 1914. Zuvor wurden die forensische Chemie und Toxikologie durch Georg Popp, die forensische Psychiatrie durch Julius Raecke, die Versicherungsmedizin durch Hans Liniger und die Rechts- und Standeskunde durch August de Bary vertreten.

### Der Fall Siefert
Im Jahre 1921 wurde der Bahnarbeiter Leonhard Siefert in einem der ersten Indizienprozesse der deutschen Justizgeschichte anhand von Fingerabdrücken, Blutuntersuchungen und Spuren von Pflanzenresten des Tatortes wegen Mordes an zwei Bürgermeistern verurteilt und mit dem Fallbeil in Bruchsal hingerichtet. Der Prozess hat Justizgeschichte geschrieben: Popp hatte am Tatort Proben von Harz, Schneckenschleim, Haselnuss-Schalen, Moosen, Blättern von verschiedenen Baumarten und anderen organischen Ablagerungen entnommen und konnte diese den Spuren an Sieferts Kleidung zuordnen.

## Sonstiges
1924 wurde Popp als einer der ersten deutschen Gerichtschemiker zum Honorarprofessor für Forensische Chemie ernannt. 1928 war er mit den Ermittlungen im Mordfall Anna Mehle in Grünstadt und Bad Dürkheim betraut.
Im Jahre 1929 gründete Georg Popp mit dem schweizerischen Kriminalisten Marc Bischoff, dem Franzosen Edmond Locard, dem Niederländer CJ van Ledden Hulsebosch und dem Österreicher Siegfried Türkel in Lausanne die in Wien ansässige «Académie Internationale de Criminalistique» (Internationale Akademie für Kriminalistik).
Die Frankfurter nannten ihn „den Jäger“ – in doppeltem Sinne, denn sein größtes Hobby war die Jagd. Er starb 82-jährig in einer Jagdhütte bei Urberach.
Georg Popp galt als erklärter Gegner der NS-Ideologie, seine Schwiegertochter war Jüdin. Sein ehemaliges Corps Hasso-Nassovia verzeichnete ihn auf einer Gedenktafel als NS-Opfer.

## „Popp’scher Grundsatz“
„Die Unterschiede in den Böden von Ort zu Ort machen wertvolle Hinweise um die Verknüpfung zwischen einem Verdächtigen und einem Tatort zu beweisen. Der Boden ist ein komplexes Gemisch mit einer Vielzahl von mineralogischen, chemischen, biologischen und physikalischen Eigenschaften. Da Mineralien ein wichtiger Bestandteil der Böden sind, ist eine mineralogische Untersuchung des Bodens in der forensischen Identifikation von wesentlicher Bedeutung. Materialspuren sind mineralogische, biologische oder chemische Rückstände eines Gegenstandes, beispielsweise in den Formen von Abrieben und Anrieben. Wichtig für eine Untersuchung ist die geeignete Kombination von Methoden, die Berücksichtigung des Kontexts die Bodenproben zu wählen. Sie fasst ein breites Spektrum über die Analyse von Bodenkomponenten und der eng verwandten Materialien wie Pflanzenfragmente, Pollen und Sporen, und Kieselalgen. Der Bodenbildungprozess beinhaltet Grundwerkstoffe, Temperatur, Wasserzustand, Vegetation, die Uhrzeit und die chemischen Prozesse der Lösung, Oxidation, Reduktion, und sogar menschliche Aktivitäten. Die Geschichte der Entwicklung eines Bodens und die Ergebnisse solcher komplexer Prozesse der Bodenbildung bildet sich stark in Bodenfarbe wider. Die systematische Beobachtung der Erde im Hinblick auf die Farben ist besonders nützlich für die Untersuchung.“